# フサイン・バイカラ
フサイン・バイカラ（スルターン・フサイン・バイカラ、 سلطان حسین بایقرا Sulṭān Ḥusayn Bāy-Qarā、1438年 - 1506年5月4日
）は、ティムール朝の君主（在位：1469年 - 1506年）。スルタン・フサイン・ミールザー（ سلطان حسين ميرزا Sulṭān Ḥusayn Mīrzā）とも呼ばれる。ヘラートを中心としてホラーサーン地方を支配する政権を建てた。

## 生涯
フサイン・バイカラはティムールの玄孫にあたり、ウマル・シャイフを曾祖父に持つ。また、母はティムールの三男ミーラーン・シャーの子孫にあたる。
フサインが誕生した時、彼の家系は政治的な影響力を有していなかった。フサインは少年期の大部分をホラーサーン地方の統治者アブル・カースィム・バーブルに仕えて過ごした。
やがてフサインはマーザンダラーン、ホラズムに勢力を広げ、アブー・サイードが領有するホラーサーンにしばしば侵入した。1468年にフサインはウズベクの指導者アブル＝ハイルの元を訪れ、援助を求めた。一週間にわたる酒宴で酩酊しなかったフサインは援助の約束を取り付けたが、同年にアブル＝ハイルが没したために援軍は送られなかった。
1469年3月にアブー・サイードが白羊朝との戦闘で落命した報告を受け取ったフサインはヘラートを占領し、モスクでの金曜礼拝の説教（フトバ）に支配者として名前を入れた。白羊朝のウズン・ハサンはシャー・ルフ家のヤードガール・ムハンマドをアブー・サイードの後継に据えようとし、フサインはヤードガール・ムハンマド、白羊朝の両方と交戦した。1470年7月にヤードガール・ムハンマドがヘラートに進軍した時、フサインはヘラートを放棄して撤退する。フサインは1か月半の間に軍隊を集めてアブー・サイードの王子たちとヤードガール・ムハンマドを破り、1470年内にヘラートを奪還した。ヘラートの奪還後、白羊朝がフサインがヘラートに樹立した政権に介入することは無くなった。
ヘラートで政権を樹立した後、フサインは消極的な対外政策をとり、禁欲的な生活を発って快楽に耽るようになる。アム川以北、アスタラーバード（ゴルガーン）以西には軍を進めず、白羊朝やサマルカンドに政権を建てたアブー・サイードの一族と友好を保った。フサインは主要な都市や地方に王子や有力アミール（貴族）を総督（ハーキム、ダルガ）として派遣し、彼らは半ば独立した存在となる。
晩年に各地に統治者として派遣した息子たちの反乱が相次ぎ、北方で再興したウズベクへの対応に後れを取る。フサインの一族と臣下は平和を享受していたためヘラート政権の軍事力は低下しており、反乱の鎮圧において激しい戦闘は起こらなかった。1506年にフサインはウズベクのムハンマド・シャイバーニー・ハンを迎撃するためマー・ワラー・アンナフルに進軍するが、ヘラートを出発して間もなく没した。バディー・ウッザマーンら従軍したフサインの息子たちは有意な軍事行動をとらないまま連合軍を解散し、翌1507年にヘラートはムハンマド・シャイバーニーの攻撃によって陥落する。

## 文化事業
ティムール朝の文化は、フサイン・バイカラの時代に成熟期を迎える。フサインが統治するヘラートは建築、文学、ミニアチュール、書道、音楽など文化の中心地となった。ヘラートは人口の増加によって居住区は拡大し、公共施設の建設が盛んに行われ、町の繁栄は国外でも広く知られた。
ヘラートの宮廷には友人のミール・アリー・シール・ナヴァーイーを初めとして、ジャーミー、ビフザード、ミールホーンドらの文人・学者・芸術家が集まった。また、フサイン自身もフサイニーという筆名を用いて作詩を行った。フサインの歓楽的な行為はシャリーア（イスラーム法）に反していたが、ウラマー、サイイド（預言者ムハンマドの子孫）、スーフィー（神秘主義者）などの宗教界の人間もフサインの保護を受ける。フサインはスーフィーに対して敬意を示し、信仰を集めるスーフィーの廟を建てることでウラマーから支持を集めようと努めた。
ティムール朝の滅亡後も、ヘラートの宮廷文化はムガル帝国、サファヴィー朝、シャイバーニー朝に継承される。ムガル帝国の創始者であるバーブルは若年時にフサインの宮廷を訪れ、『バーブル・ナーマ』で当時の様子を回想した。